# Clidemia capitellata
Clidemia capitellata är en tvåhjärtbladig växtart som först beskrevs av Aimé Bonpland, och fick sitt nu gällande namn av David Don. Clidemia capitellata ingår i släktet Clidemia och familjen Melastomataceae.

## Underarter
Arten delas in i följande underarter:
- C. c. dependens
- C. c. levelii

## Bildgalleri

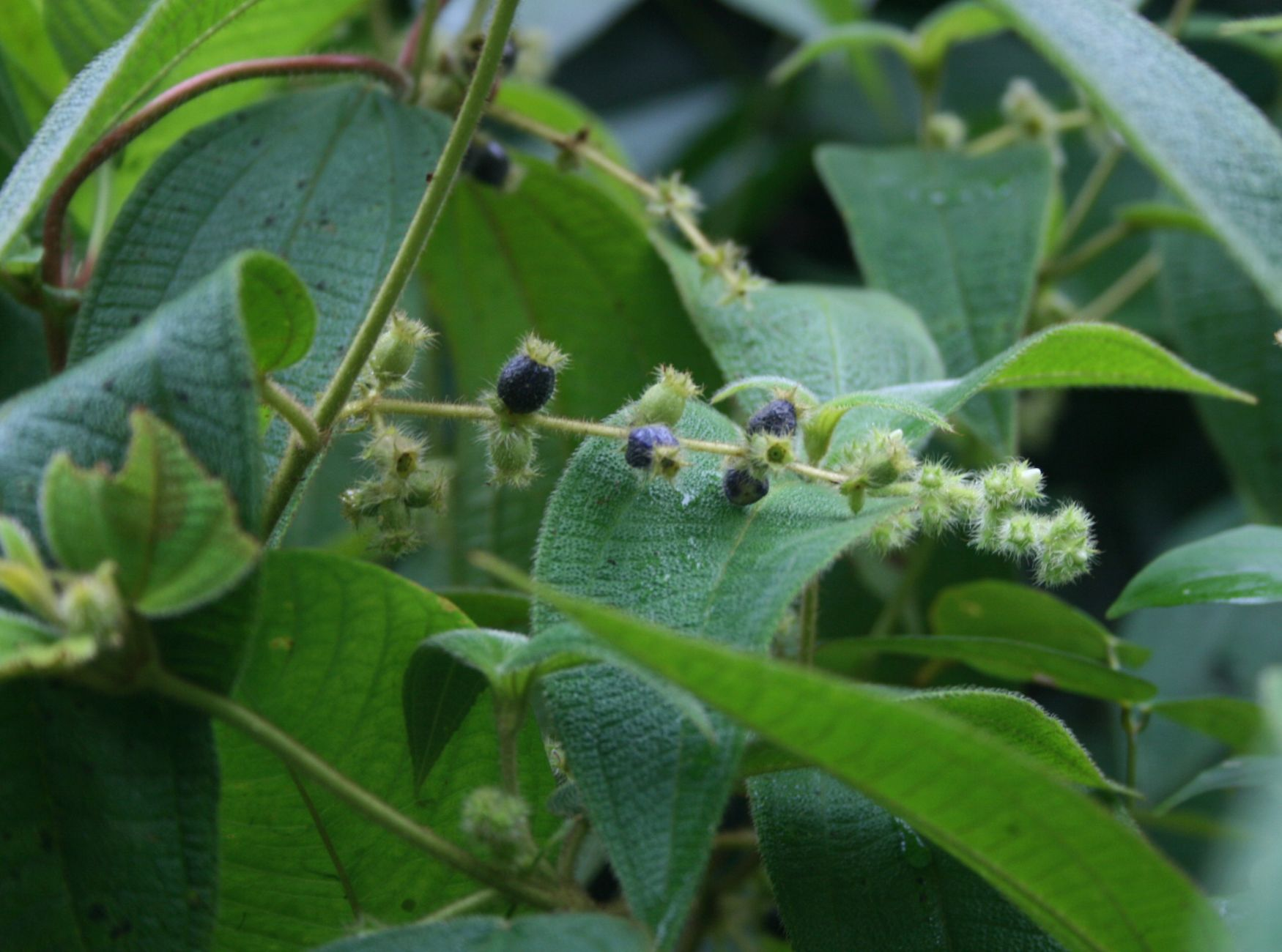
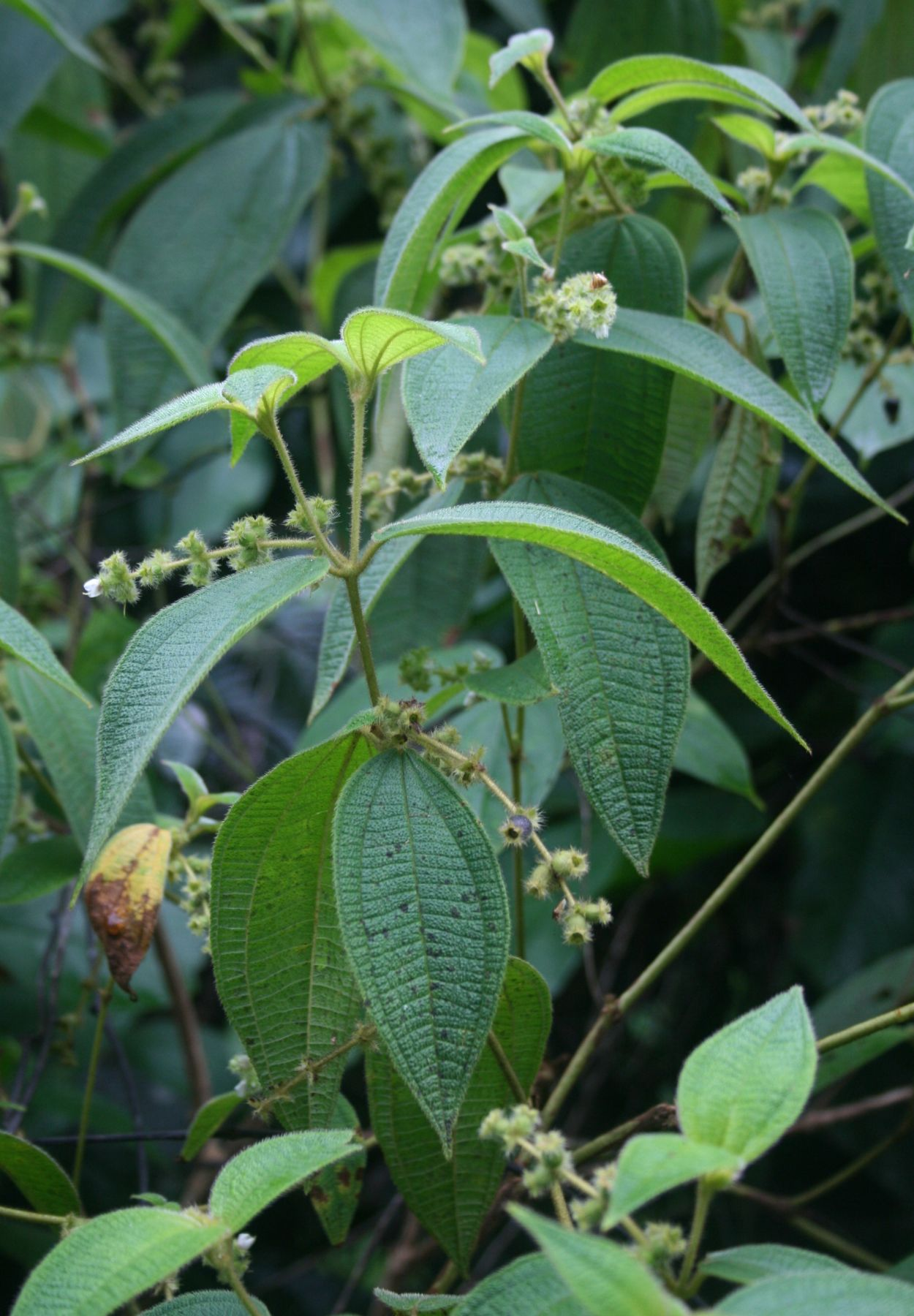
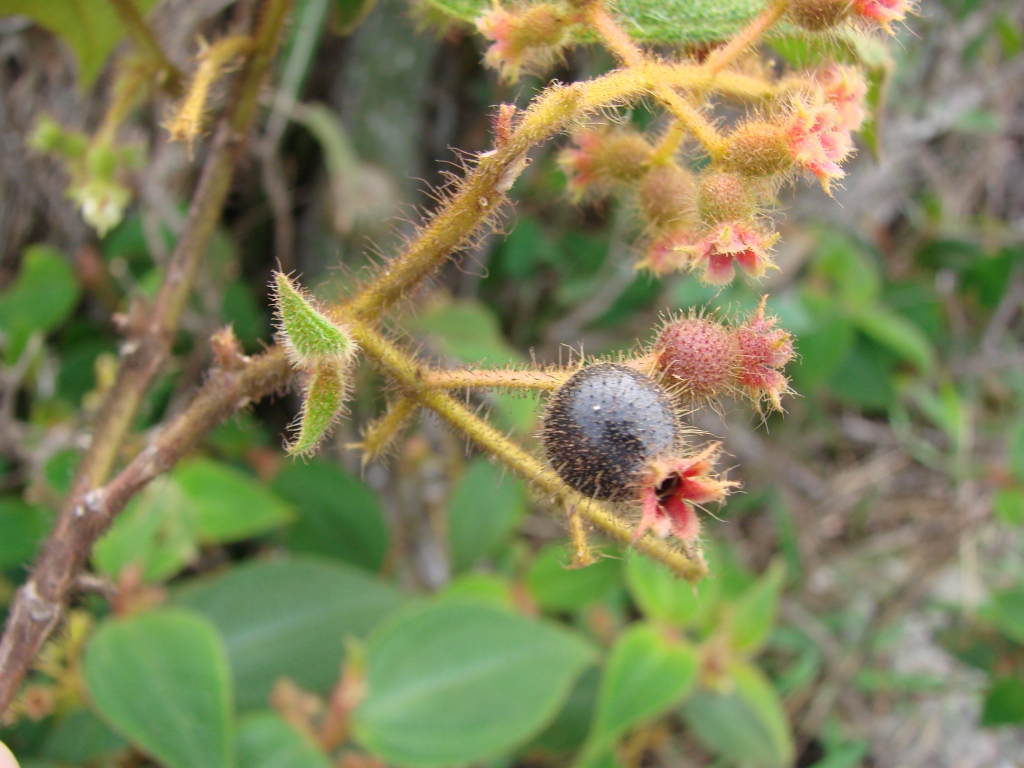
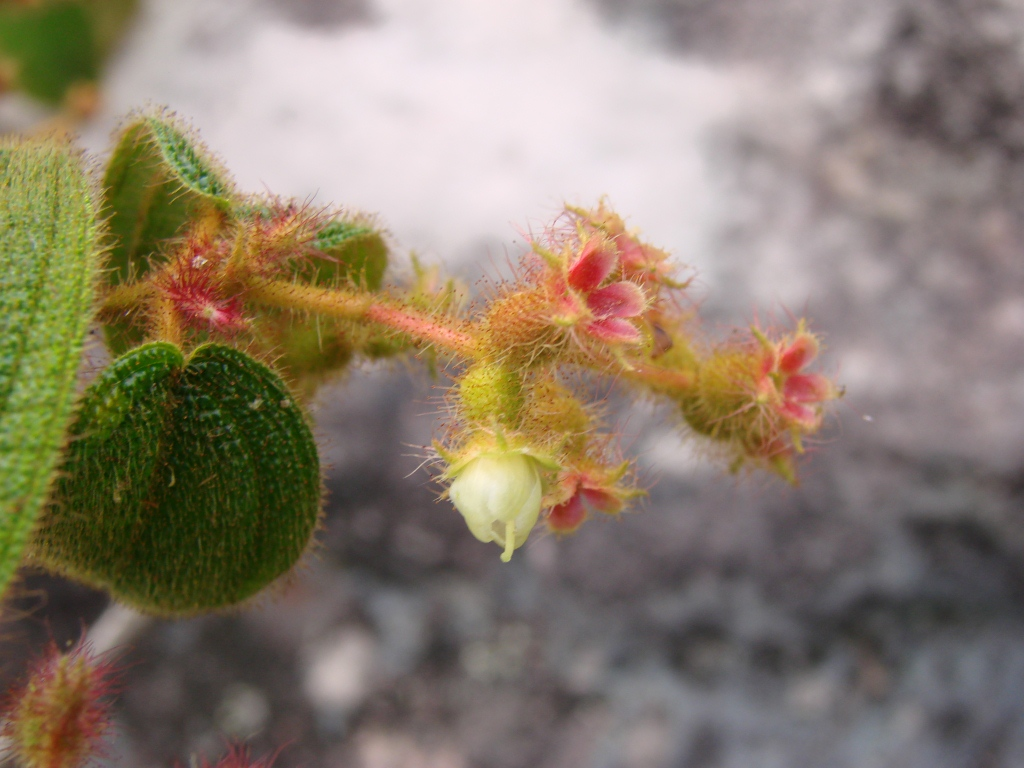